# Amazonides isopleuroides
Amazonides isopleuroides är en fjärilsart som beskrevs av Emilio Berio 1966/67. Amazonides isopleuroides ingår i släktet Amazonides och familjen nattflyn. Inga underarter finns listade i Catalogue of Life.